# Baraniec (condado de Ciechanów)
Baraniec es un pueblo de Polonia situado en Mazovia. Según el censo de 2021, tiene una población de 31 habitantes.
Está ubicado en el municipio (gmina) de Ojrzeń, en el distrito (powiat) de Ciechanów, aproximadamente a 6 km al oeste de Ojrzeń, a 15 km al suroeste de Ciechanów y a 73 km al noroeste de Varsovia.
Entre 1975 y 1998 perteneció al voivodato de Ciechanów.